# Università del Queensland
L'Università del Queensland (UQ) è una università pubblica australiana fondata nel 1909. È la più antica e più grande università del Queensland e la quinta d'Australia.
Il campus principale si trova nel sobborgo di Santa Lucia, a sud-ovest del distretto finanziario di Brisbane, mentre le altre sedi sono a Gatton, Ipswich e Herston.
L'Università è un membro del Group of Eight d'Australia e della rete internazionale di università Universitas 21.

## Facoltà accademiche
L'Università ha sei facoltà:
- Facoltà di Lettere
- Facoltà di Legge & Economia

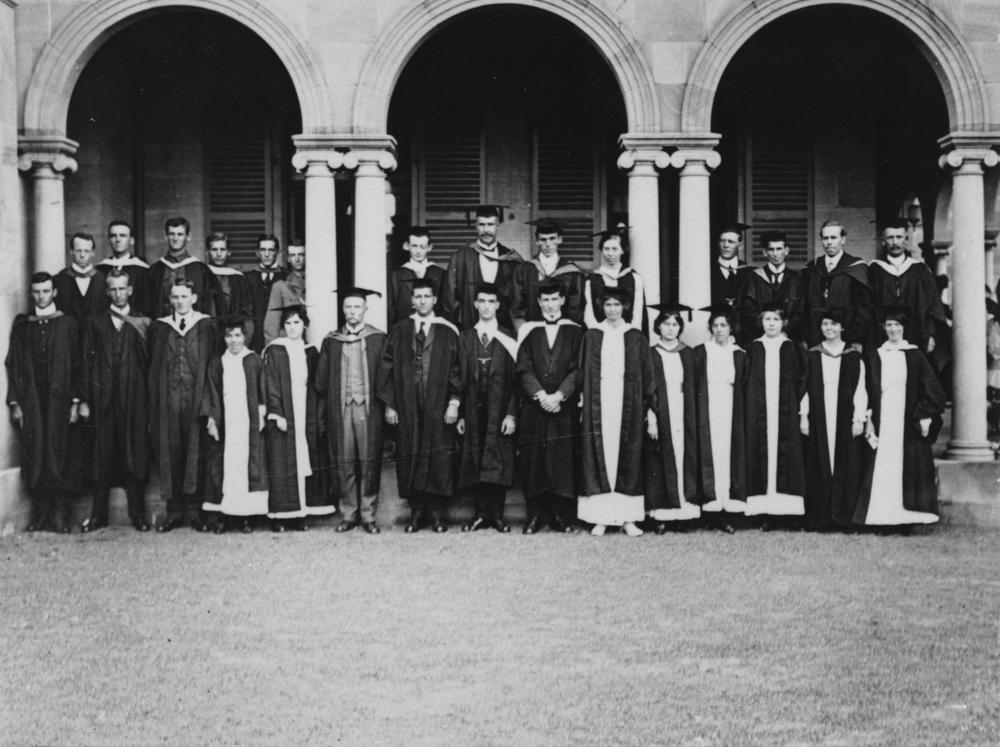
Gruppo di studenti dell'Università del Queensland, fotografati al campus di St. Lucia nel 1912.

- Facoltà di Ingegneria, Architettura e Information Technology
- Facoltà di Scienze
- Facoltà di Scienze della Salute
- Facoltà di Scienze Sociali e Comportamentali

## Ricerca
L'Università gestisce un certo numero di istituti e centri di ricerca con sedi nazionali e statali, a livello accademico e federale. Col supporto del Governo del Queensland, del Governo Australiano e dell'organizzazione benefattrice The Atlantic Philanthropies, l'Università del Queensland ha creato e sviluppato otto istituti di ricerca principali:
- Institute for Molecular Bioscience (nell'ambito del Queensland Bioscience Precinct[2]
- The University of Queensland Diamantina Institute
- Australian Institute for Bioengineering and Nanotechnology
- Institute for Social Science Research
- Sustainable Mineral Institute
- Global Change Institute
- Queensland Alliance for Agriculture and Food Innovation
- Queensland Brain Institute